# 瓦西里·基罗尤
瓦西里·基罗尤（羅馬尼亞語：Vasile Chiroiu，1910年8月13日—1976年5月9日），罗马尼亚男子足球运动员，司职后卫。他曾代表罗马尼亚国家队参加1938年国际足联世界杯，结果队伍止步十六强。